# 아이폰 16e
아이폰 16e(iPhone 16e)는 애플에서 아이폰 시리즈의 일부로서 개발 및 마케팅한 스마트폰이다. 아이폰 16, 아이폰 16 플러스, 아이폰 16 프로, 아이폰 16 프로 맥스와 함께 18세대 아이폰 라인업에 속한다. 2025년 2월 19일에 저렴한 모델로 발표되었으며, 이전 동급 모델인 아이폰 SE (3세대)보다 170달러 더 비싼 599달러의 시작 가격으로 출시되었다.
아이폰 16e는 아이폰 16 라인의 보급형 모델로, 엣지 투 엣지 디스플레이, Face ID, 라이트닝 대신 USB-C 포트를 탑재했다. 2021년의 아이폰 13, 아이폰 13 프로, 2022년의 아이폰 14와 치수와 전면 디자인을 공유한. 표준 아이폰 16 및 아이폰 16 프로와 비교할 때 아이폰 16e는 카메라 컨트롤, 초광각 카메라, 2세대 초광대역, Qi2 및 맥세이프 충전 지원과 같은 기능이 없다. 다이나믹 아일랜드 대신 아이폰 14의 노치를 유지했으며 아이폰 5s와 함께 출시되어 기능이 적은 보급형 아이폰 5c 및 이후 아이폰 SE 모델과 비슷한 위치에 있다.

## 역사
아이폰 SE (3세대)의 후속 모델은 원래 아이폰 SE 4로 명명될 것이라는 소문이 돌았고, 이후 아이폰 16e로 명명될 것이라는 소문도 돌았다.
애플은 2025년 2월 19일 아이폰 16 시리즈의 보급형 모델로 불리는 3세대 아이폰 SE의 후속 모델인 아이폰 16e를 발표했다.
애플은 2025년 2월 21일부터 사전 주문을 시작했으며, 일반 출시는 2025년 2월 28일부터 시작된다.

## 사양

### 하드웨어
아이폰 16e는 4코어 GPU가 탑재된 애플 A18 시스템 온 칩(SoC)를 통합했다. 128 GB, 256 GB, 512 GB의 세 가지 내부 저장소 구성으로 제공된다. 3세대 아이폰 SE의 4GB RAM보다 두 배인 8GB RAM을 탑재했다. 아이폰 16e는 또한 방진 및 방수 기능에 대한 IP68 등급을 받았다.
아이폰 16e는 아이폰 12 이후의 모든 아이폰 모델(아이폰 16 및 아이폰 16 프로 포함)에서 발견되는 퀄컴 모뎀 대신 애플에서 설계한 모뎀인 애플 C1을 탑재하고 있다. 이로 인해 아이폰 16e는 mmWave 5G를 지원하지 않는다.

### 디스플레이
아이폰 16e는 SE 라인의 LCD가 아닌 OLED 패널을 사용하는 Super Retina XDR 디스플레이를 특징으로 한다. 디스플레이의 해상도는 2532 x 1170픽셀이고 대각선 크기는 6.1 in (150 mm)이며 픽셀 밀도는 460 PPI이다. HDR10 및 돌비 비전 콘텐츠를 재생할 수 있다.

### 소프트웨어
아이폰 16e는 원래 2025년 2월 28일 출시 당시 iOS 18.3이 함께 제공되었으며, 출시 당일 iOS 18.3.1 업데이트가 제공되었다.
아이폰 16e도 애플 인텔리전스를 지원한다.